# 샤 자한
샤 자한(우르두어: شاه ‌جہاں, 페르시아어: شاه جهان; 샤 제한과 같이 전사되기도 한다; 1592년 1월 5일~1666년 1월 22일)은 1628년부터 1658년까지 인도아대륙을 다스린 무굴 제국의 황제이며, ‘샤 자한’이란 페르시아어로 ‘세계의 왕’이라는 의미이다. 그는 바부르, 후마윤, 악바르, 자한기르의 뒤를 이은 5번째 무굴 황제이다.
샤 자한은 어린 나이에도 불구하고 자한기르가 죽은 뒤 무굴 황제가 될 사람으로 점찍어졌다. 그의 아버지가 죽은 1627년, 샤 자한은 권좌에 올랐다. 샤 자한은 위대한 무굴인 중 한명으로, 그의 치세는 무굴 제국의 또는 인도 문명의 가장 빛나는 시대 중 하나로 여겨진다. 악바르가 그러하였듯, 샤 자한 역시 제국의 영토를 넓히는데 너무 빠져들었다. 1658년, 샤 자한이 병에 걸리자 그의 아들 아우랑제브는 샤 자한을 아그라 성에 죽을때까지 감금했다. 샤 자한이 죽기 직전인 1666년, 그는 지구 상에서 가장 영향력 강한 사람이었고, 무굴 제국은 3,000,000 km2에 달하는 영토를 지배했으며, 그의 수도는 세계에서 가장 크고 번영했으며, 아름다운 건축물들을 많이 가지고 있었다.
그의 치세는 또한 무굴 건축의 황금 시대로 여겨진다. 샤한샤 샤 자한은 아주 훌륭한 건축물들을 많이 세웠다. 그 중 가장 유명한 것은 샤 자한이 그의 아내 뭄타즈 마할을 위해 아그라에 세운 전설적인 영묘, 타지 마할이다. 진주 모스크와 같은 아그라의 건축물들, 붉은 성, 자마 모스크와 같은 델리의 건축물들, 라호르의 모스크들과 라호르성, 타타의 모스크 등 역시 샤 자한이 세운 것들이다. 그 유명한 타흐테타우스, 즉, 공작새 옥좌는 현재 가치로 수백만 달러에 달하는데, 이 역시 샤 자한의 치세에 만들어진 것이다. 그는 또한 지금은 구 델리라 불리는 샤자한나바드를 만들어 새 수도로 삼았다. 샤 자한의 치세에 지어진 건축물 중에는 붉은 성의 디와니앰과 디와니하스도 있다. 델리의 궁성은 동방에서 가장 아름다운 것으로 여겨진다. 샤자한은 또한 건축과 예술에 대한 심미안도 가지고 있었으며, 그가 좋아했던 여름 거주지인 카쉬미르에 777개의 정원을 주문하기도 했다. 놀랍게도 이 정원들 중 몇몇은 아직도 남아있고, 매년 수 많은 관광객들을 유혹한다. 그러나 사치로 인한 세금의 증가는 나라를 어지럽히기도 했다.

## 샤자하나바드
붉은 성(델리 성)과 성이 위치한 샤자하나바드는 샤자한 황제가 조성한 것이다. 성의 기본 도안은 기존의 성 양식을 통합하여 보강하도록 설계되었다. 성곽형태의 궁전은 중요한 도시적 면모를 띠며 인도의 중세 시기를 잘 드러내고 있다. 전체적인 면모와 당시 상황을 고려하면 무굴 제국의 활동과 창조성에 대해서도 찾아볼 수 있다. 붉은 성(델리 성)을 짓도록 한 무굴 황제 샤 자한은 아그라 성에서 천도하여 당대의 번영을 뽐내길 원하였다. 그는 천도를 하면서 방대한 건물 계획과 능력을 자축하였다. 시의 동쪽 외곽에 있으며 붉은 성이라는 이름은 성의 거대한 벽이 붉은 빛을 띠고 있어서이다. 전체 벽은 2.5 km에 달하며 높이는 차이가 나지만 대개 16~33 m이다. 야무나 강변에 서있는 성은 벽의 대부분이 연못으로 둘러싸여 있어 해자 형태를 띤다. 건축은 1638년 시작되었으며 1648년 완공되었다.

## 타지마할

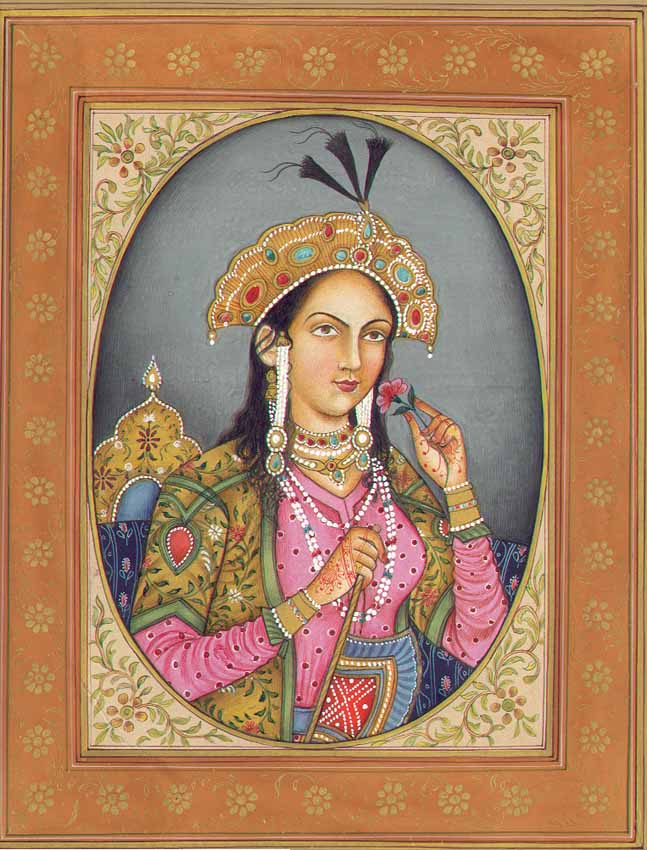
샤 자한 황제가 가장 총애했던 셋째 왕비 뭄타즈 마할

샤 자한은 세 번째 왕비 뭄타즈 마할을 가장 총애했는데 뭄타즈 마할이 1631년에 죽자 황제는 그녀를 추모하고자 무덤을 하나 제작하였는데 그것이 타지마할이다. 1631년에 공사를 시작하여 22년뒤인 1653년에 완성이 되었다. 완성된 직후 샤 자한은 군사를 동원하여 건설에 참여한 모든 노동자들의 손목을 잘랐다는 전설이 있으나 증거는 없다.
1983년 유네스코에 세계 문화 유산으로 등록이 되었다.